# Mercedes Durand
Mercedes Durand Flores (San Salvador, 9 de agosto de 1933-Ciudad de México, 7 de julio de 1999),fue una poeta y periodista salvadoreña.
Hija de Ramón Durán Guinea y María Sara Flores de Durán. Estuvo casada desde 1952 hasta 1958 con el poeta salvadoreño Mauricio de la Selva,con quien tuvo a su único hijo llamado Josif. Su segundo esposo fue Mario Salazar Valiente, se exiliaron en México debido a razones políticas en 1972. Regresó a El Salvador tras de la firma de los acuerdos de paz, pero volvió a México luego de la muerte de su esposo.
Falleció el 7 de julio de 1999, mientras residía en  México. Sus cenizas fueron repatriadas y descansan en el cementerio Jardines del Recuerdo en  El Salvador.
Desde temprana edad mostro gran afinidad hacia las letras, inició a escribir poesía desde los ocho años. Estudió pedagogía en la Escuela Normal de Maestras “España”, graduándose de profesora en 1950.Fue integrante de la Generación Comprometida, generación literaria surgida en El Salvador durante la década de 1950 y del grupo Octubre. Entre 1952 y 1958 curso estudios de Letras en la Facultad de Filosofía y Letras de la Universidad Nacional Autónoma de México, becada por el gobierno salvadoreño. A lo largo de su vida dirigió y presentó programas de televisión y radio; dirigió y colaboró en numerosas revistas literarias de México y El Salvador como las revistas salvadoreñas "Hoja" y "Semana". También fue catedrática entre 1960 y 1970 de la Universidad de El Salvador en la Facultad de Humanidades.
Sus poemas, elaborados entre 1979 y 1981, representaron algunos de los cuadros testimoniales más importantes de este periodo crítico.Su poesía tiene una fuerte carga intimista desarrolla una temática amorosa, precisa y sencilla. La naturaleza y el amor son la base de sus poemas autobiográficos.

## Carrera
Trabajó como periodista y productora de programas de televisión y redactora de publicidad comercial (1966). Fue redactora de mesa y colaboradora de La Prensa Gráfica (1958-1960); jefe de información del diario Tribuna Libre (1965-1967) de El Salvador.
Fue catedrática en la Facultad de Humanidades de la Universidad de El Salvador (1963-1970), también ejerció como directora de Difusión Cultural y como miembro del Consejo Editorial (1962-1965), además de ejercer como directora de la revista Vida Universitaria (1960-1965).
Sin embargo, en julio de 1972, el presidente de la República Arturo Armando Molina, ordenó intervenir la Universidad de El Salvador (UES), clausurando las actividades académicas y administrativas, sobre todo, persiguiendo, a la comunidad universitaria: autoridades, docentes, alumnos y personal administrativo y de servicio. Además, los recintos de la UES fueron saqueados, fue un cierre total y ocupación absoluta de la UES, por el ejército salvadoreño, destruyendo bienes y haberes, en flagrante violación a la Constitución de la República. 
Entre aquellos académicos perseguidos, estaba la poeta Mercedes Durand, directora entonces de extensión y divulgación universitarias quien en 1972, partió al exilio a México.
En México fue redactora en El Día (1975-1976), en la sección de cables; en los noticieros del Canal 13 de televisión mexicana (1977); en la Editorial del Magisterio (1975-1977); correctora de estilo en la Editorial Posada (1974-1976). Laboró en calidad de argumentista en la Editorial Novaro (1973-1975). 
Fue productora de programas en Radio Universidad Nacional Autónoma de México (Radio UNAM) (1977). Fue profesora de carrera adscrita al Centro de Estudios de la Comunicación,  Facultad de Ciencias Políticas y Sociales (FCPS) de la UNAM.
Publicó cuentos, poemas y ensayos en: Humanismo (1956), Cultura (1965-1970), de San Salvador y, esporádicamente, en los suplementos: "Revista Mexicana de Cultura", "El Gallo Ilustrado" y en el de El Nacional, de Caracas, Venezuela.
Fue parte de la Federación Latinoamericana de Periodistas (FELAP).

## Obras publicadas
- Espacios, México, 1955
- Sonetos elementales, San Salvador, 1958, ilustrada por el pintor Carlos Cañas
- Poemas del hombre y del alba, 1961
- Las manos en el fuego, junto a David Escobar Galindo, 1969[16]
- Las manos y los siglos, México, 1970
- Juego de Güija, San Salvador, 1970
- Todos los vientos, antología poética, San Salvador, 1972
- A sangre y fuego, 1980
- Sarah, la luna, la muchacha y otros poemas, 1982
- La guerrilla de las ondas y otros ensayos [17]

## Premios
- Primer premio en los Juegos Florales de Usulután, 1960[4]
- Segundo premio en los Juegos Florales de Nueva San Salvador, 1960[18]
- Mención de honor en el Certamen Nacional de Cultura 1967, galardón entregado por los escritores Ernesto Cardenal, Fernando Alegría y Carlos Pellicer por la obra Las manos en el fuego[19]
- Mención de honor en el Certamen Literario de la Comunidad Latinoamericana de Escritores y la revista "Ecuador", 1970, por la obra Las manos y los siglos